# Місце нуля
Місце нуля (МО) — відлік по вертикальному колу встановленого в робоче положення кутомірного приладу, що відповідає горизонтальному положенню візирної лінії зорової труби. При зростаючій по ходу годинної стрілки оцифровці вертикального лімба від 0 до 180° (або від 0 до 400g) значення МО визначається з розрахунків. 

## Місце нуля гірокомпаса
Відлік по лімбу вимірювального блоку гірокомпаса, що відповідає положенню рівноваги прецесійних коливань чутливого елемента гірокомпаса.

## Місце нуля підвісу
Відлік по шкалі вимірювального блоку гірокомпаса, що відповідає положенню рівноваги вільних коливань чутливого елемента гірокомпаса.